# Калнышевский, Пётр Иванович
Пётр Ива́нович Калныше́вский (святой праведный Пётр Многострадальный, 1691, село Пустовойтовка, Роменский уезд, Полтавская губерния — 31 октября 1803, Соловецкий монастырь) — последний кошевой атаман Запорожской Сечи (1764—1775), происходил из дворян (шляхты) Лубенского полка, позднее стал в ссылке монахом Соловецкого монастыря.

## Семья
Согласно надписи на надгробной плите Петр Калнышевский родился в 1690 или 1691 году. Назван был будущий запорожский атаман в честь святого первоверховного апостола Петра, в день памяти которого родился, о чем свидетельствуют многочисленные упоминания о праздновании им дня своего тезоименитства.
В документах 18 века Петр Калнышевский указан, как уроженец с. Пустовойтовка (ныне Сумская обл.). Предположительно происходил из семьи священника, так как его родной брат и племянник имели духовные звания, а в то время на территории Украины это было наследственным занятием. Этим, возможно, объясняется знание атаманом богослужебных тонкостей, большая любовь к строительству храмов и преподношение церквям дорогих подарков.
По одной из легенд записанной в родном селе Петра Калнышевского, он ушел на Сечь в восьмилетнем возрасте, встретив в поле запорожцев, когда пас скот. Мальчик так проникся вольным духом казаков, что не задумываясь пошел за ними. Возможно, это объясняет то, почему он не получил образования и был неграмотен, все записи за него делал его писарь Иван Глоба.

## Военная карьера
Первое документальное упоминание о пребывании на Сечи Петра Калнышевского датировано 1754 годом, когда он уже был на должности войскового есаула, обязанностью которого было поддержание общественного порядка. Приписан он был к Кущевскому куреню.

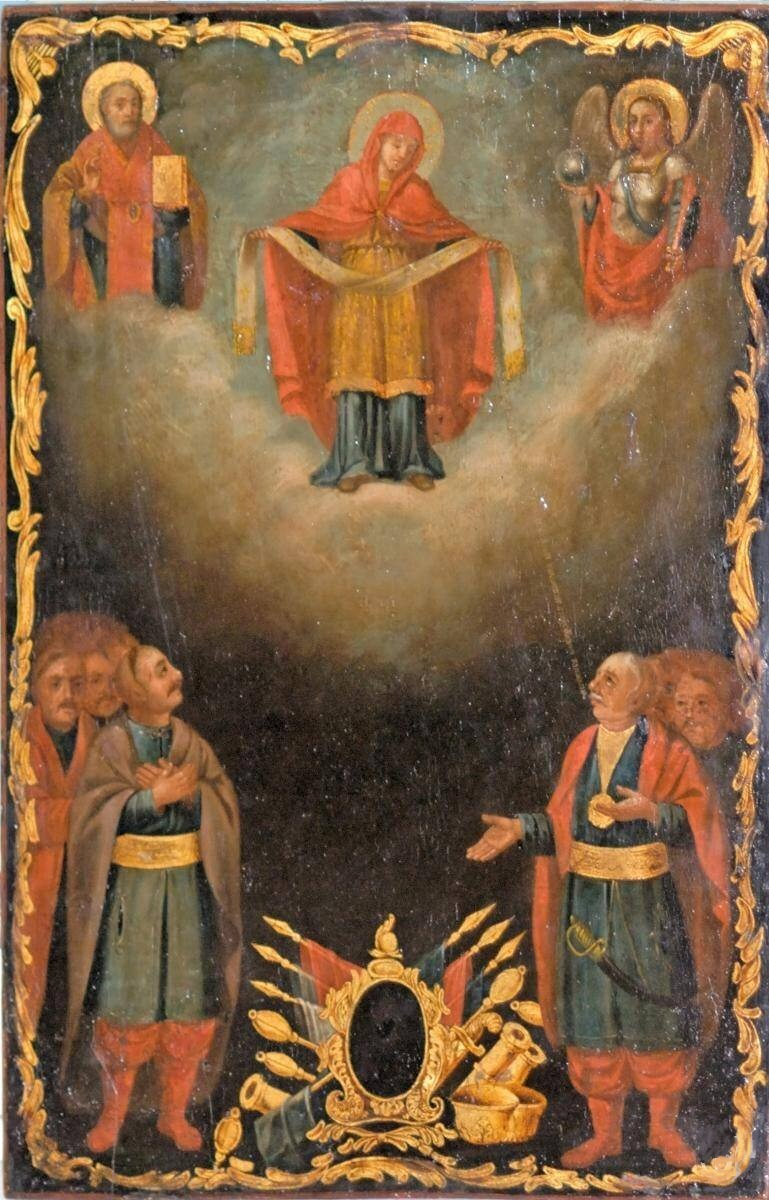
«Покров Пресвятой Богородицы» (икона, сер. XVIII в., внизу справа изображение атамана Петра Калнышевского)

В 1750-е годы в должности есаула руководил подавлением выступлений гайдамаков на Южном Буге. Затем стал генеральным судьёй Запорожской Сечи.
В 1756 году принял участие в депутации от запорожцев в Санкт-Петербург к императрице Елизавете Петровне. Делегация эта, во главе которой стоял Данила Стефанов Гладкий, была уполномочена ходатайствовать об удовлетворении целого ряда нужд Запорожского войска. Посланцы добивались отмены пошлины на товары, которые ввозились в Запорожье, а также увеличение годовой платы Войску Запорожскому.
С 1764 г. по 1775 г. Петр Калнышевский был бессменным кошевым атаманом Запорожской Сечи.
В январе 1767 года полковой старшина Войска Запорожского низового Павел Савицкий донёс в столицу о делах кошевого атамана Петра Калнышевского, что тот, приехав из Петербурга на Сечь, имел разговор с войсковым писарем Павлом Головатым, в ходе которого было решено, что если в ближайшее время приграничные споры между Запорожьем и Новороссийской губернией правительство не разрешит в пользу Сечи, то они выберут в Войске двадцать «добрых молодцев» и пошлют их к турецкому султану с прошением, чтобы он принял Войско Запорожское низовое под свою протекцию, а казачье сообщество оповестят, чтобы все были готовы к походу, не впускали в свои границы российские регулярные команды, а с турками и татарами жили «смирно и дружно». Далее Павел Савицкий писал, что войсковой есаул после этого разговора отсутствовал в Сечи более двух недель (вероятно, объезжая Запорожье для обсуждения ситуации с паланковой старшиной).
Как военный деятель Петр Калнышевский принимал активное участие в русско-турецких войнах 1735—1739 и 1768—1774 годах, отличился вместе с запорожцами при взятии Очакова, Кинбурна, Бахчисарая, Хаджибея и др.
Российское правительство старалось максимально использовать запорожских казаков в военных действиях против Турции, в частности, в войне 1768—1774 гг. Кошевой атаман, которому на тот момент было около 80 лет, показал себя талантливым полководцем. Во время войны с Турцией украинские казаки славились своим мужеством и военными победами, и многие из российских офицеров и сановников стремились записаться в казацкие куреня.

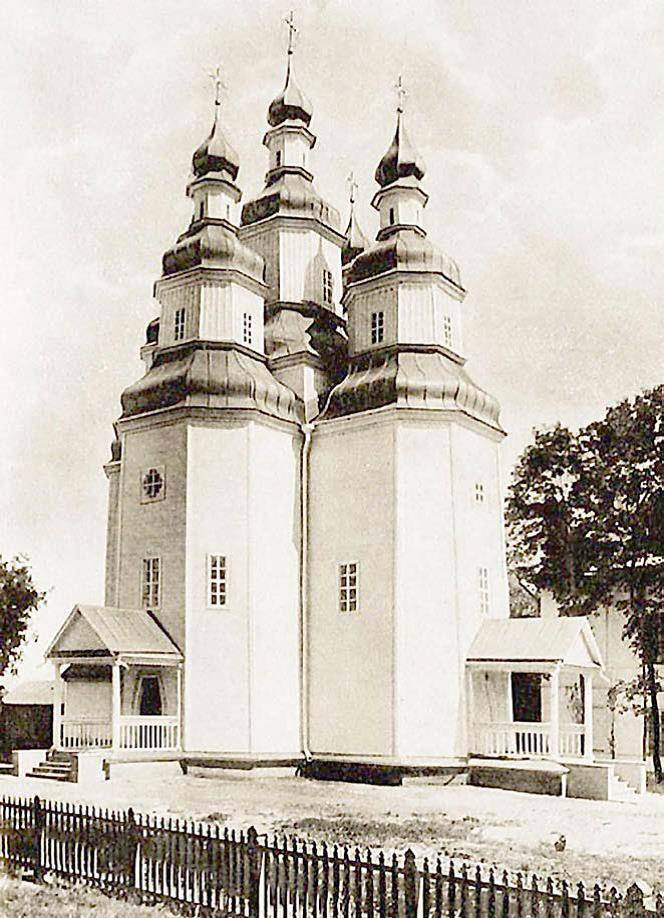
Покровская церковь в Ромнах. Построена в 1764 г. на средства П. Калнышевского

За время руководства Сечью, Калнышевский создал на ее землях мощную сельскохозяйственную экономику. За 10 лет кошевого атаманства Калнышевского появилось в Запорожье 45 новых сел, 4000 хуторов, в которых до 1775 года было населения около 55 000 человек.
В 1770 году Императрица Всероссийская Екатерина II наградила Петра Калнышевского нашейной именной золотой медалью весом в 30 червонцев на андреевской ленте, украшенною бриллиантами. На медали была надпись следующего содержания: «Войска Запорожского кошевому Калнишевскому, за отлично храбрыя противу неприятеля поступки и особливое к службе усердие».

## Калнышевский как меценат и ктитор
За счет атамана Калнышевского были построены более 30 православных храмов, в частности, церкви в Лохвице, в Межигорском монастыре, в Ромнах, в его зимовнике (ныне село Петриковка). В годы его пребывания кошевым атаманом Кош финансировал строительство Троицкого собора в Самаре (теперь Новомосковск) и в селах Поорелья (Могилев, Бабайковка, Личкивка, Гупаловка и др.). При монастырях и церквях действовали школы и госпитали. Троицкому собору Калнышевский подарил дорогостоящие Евангелие полметра высотой, 32 см шириной, которое в то время стоило 600 рублей золотом. Сейчас это Евангелие находится в Роменском краеведческом музее.
Петр Калнышевский, продолжая традицию запорожских атаманов, оказывал большое содействие Киево-Межигорскому Спасо-Преображенскому монастырю, поскольку Войско Запорожское Низовое с конца ХVII века выступало в роли ктитора этой обители. После пожара в монастыре в 1765 году он содействовал возобновлению многих монастырских зданий, а в 1772 году построил в этой же обители большие каменные ворота и возле них церковь во имя апостолов Петра и Павла.
Калнышевский вел переписку и духовно окормлялся у преподобного Паисия(Величковского). Был активным благодетелем и вносил щедрые пожертвования в монастыри, как самого прп. Паисия, так и в различные монастыри Афона, Румынии и Молдовалахии. Именно преподобный Паисий Величковский в одном из последних своих писем в 1772 г. предрек атаману прославление в лике святых: «Созидает Вам Христос храмину нерукотворену вечну на небесех, за украшение обителей украист душу Вашу венцем неувядающим, за приодеянии нагих удов Христовых одеет душу Вашу нетления одеждою и сподобит в Небесном Своем чертозе вечно наслаждатися божественныя Своея славы».

## Арест и заключение
Весной 1775 года возникла угроза перерастания земельных споров между запорожцами и российскими военнослужащими в серьезный конфликт; после длительных колебаний правительство Екатерины II признало запорожцев главным его виновником. Более того, Кючук-Кайнарджийское соглашение России с Турцией 10 июля 1774 г., завершившее войну между этими странами, стало очередным толчком для ликвидации Запорожской Сечи, поскольку, и сама Екатерина II, и ее окружение считало Сечь более ненужной. Для ликвидации Запорожской Сечи были использованы войска под командованием генерала Текели общей численностью более 100 тыс. человек, возвращавшиеся с русско-турецкой войны.
В начале июня 1775 г. года российское войско пятью колоннами с разных сторон скрытно приблизилось к Сечи. Запорожцы хотели дать вооруженное сопротивление, но Калнышевский, в виду значительного численного превосходства противника, и нежелания бесцельно жертвовать своими людьми — сдался. После этого последовала ликвидация Запорожской Сечи.
Решение Калнышевского сберечь жизни своих людей дало возможность в будущем возродить казачество на Кубани. О судьбе бывших запорожских руководителей не могли узнать даже ближайшие родственники. Лишь значительно позже, почти через век, исследователи установили, что кошевого П.Калнышевского сослали в Соловецкий монастырь, военного писаря Ивана Глобу — в Туруханский, а военного судью Головатого — в Тобольский монастырь.
После захвата Сечи, 4 июня 1775 г. 85-летний Калнышевский был арестован и сначала содержался в Москве, в конторе Военной коллегии, главой которой был Потемкин. После утверждения приговора Екатериной II, Калнышевский в сопровождении семи конвоиров был отправлен в Соловецкий монастырь, где провёл около 25 лет.
Историк Димитрий Иванович Яворницкий, так описывает путь Калнышевского к месту заключения: «Путь кошевого атамана проходил через Москву в Архангельск. Арестанта везли строгим инкогнито и сильным караулом, не называя нигде ни его имени, ни фамилии. Из Архангельска его отправили через Белое море в Соловецкий монастырь, где он находился под очень внимательным надзором».

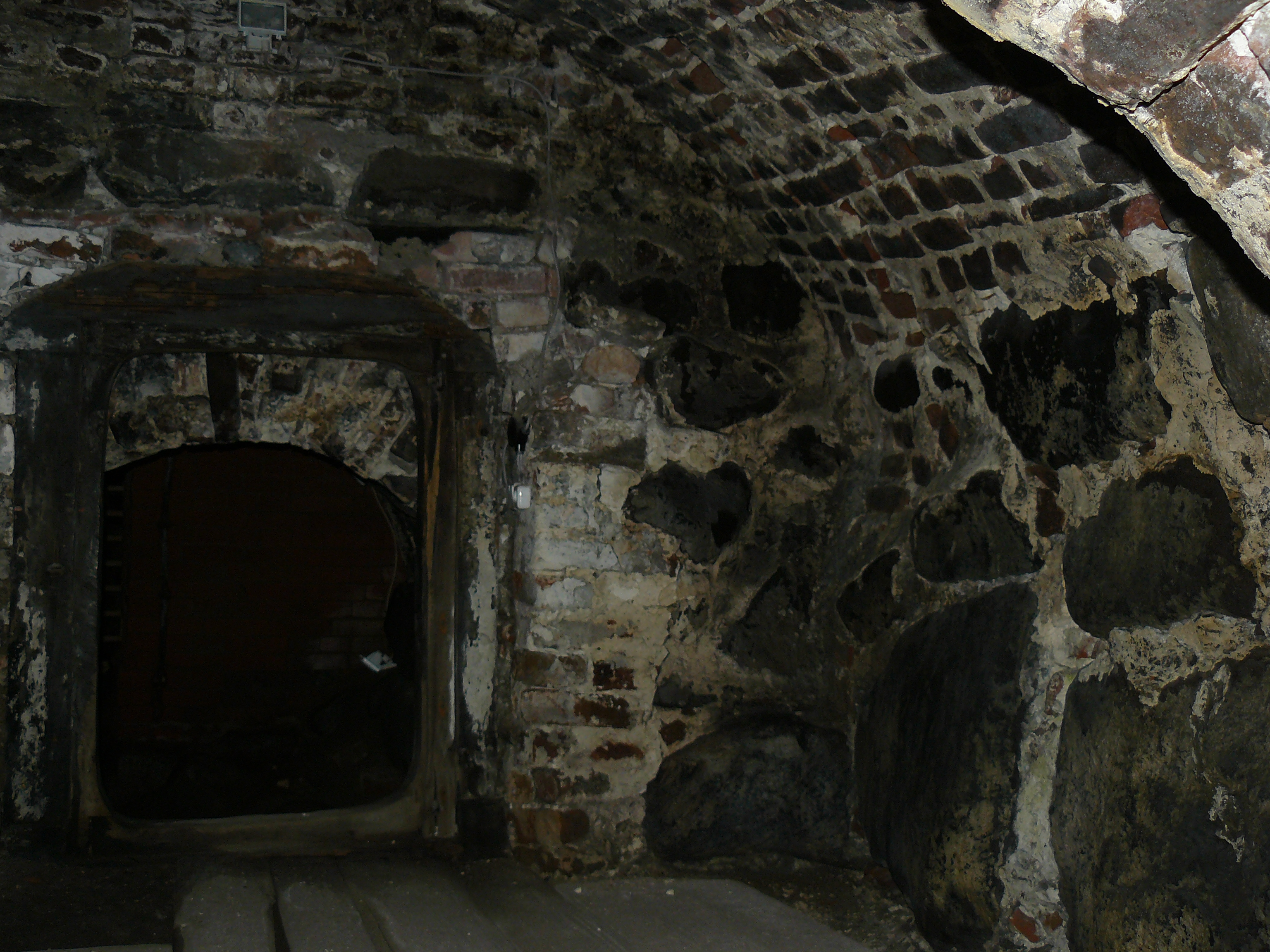
Каземат, в котором содержали Петра Калнышевского

Прибыл атаман к месту заключения в последних числах июля 1776г. Вначале он был помещён в каземате, устроенном в бойнице крепостной стены рядом с сушилом, а в 1792 году был переведён в одиночную камеру возле поварни. Калнышевскому в монастыре выдавалось «указноположенное жалование» в размере 1 рубль в день (в 40 раз больше чем для других узников) и по его ходатайству за счет выделяемых средств 1780 году был произведен ремонт каземата. Историк П. С. Ефименко сообщает, что по рассказу ворзогорских крестьян Калнышевского выпускали из камеры на свежий воздух три раза в год: в дни праздников Рождества, Пасхи и Преображения.
О условиях заключения Петра Калнышевского писал наместник Соловецкого монастыря о. Симон в 1779 году, по его словам вода постоянно проникала в камеру из-за дождей, от чего одежда на атамане истлевала. В монастыре с Калнышевским в течение всего его заточения обращались строго: постоянно содержали в камере и удаляли не только от переписки, но и от всякого общения с посторонними людьми при постоянном наблюдении караула солдат. Когда атаман, при конвоировании пытался заговорить с кем-то, всем запрещалось отвечать ему. Так будучи уже очень старым, когда его вели из церкви, он пытался узнать у паломников: «кто нынче царь?», людям запрещали отвечать ему.

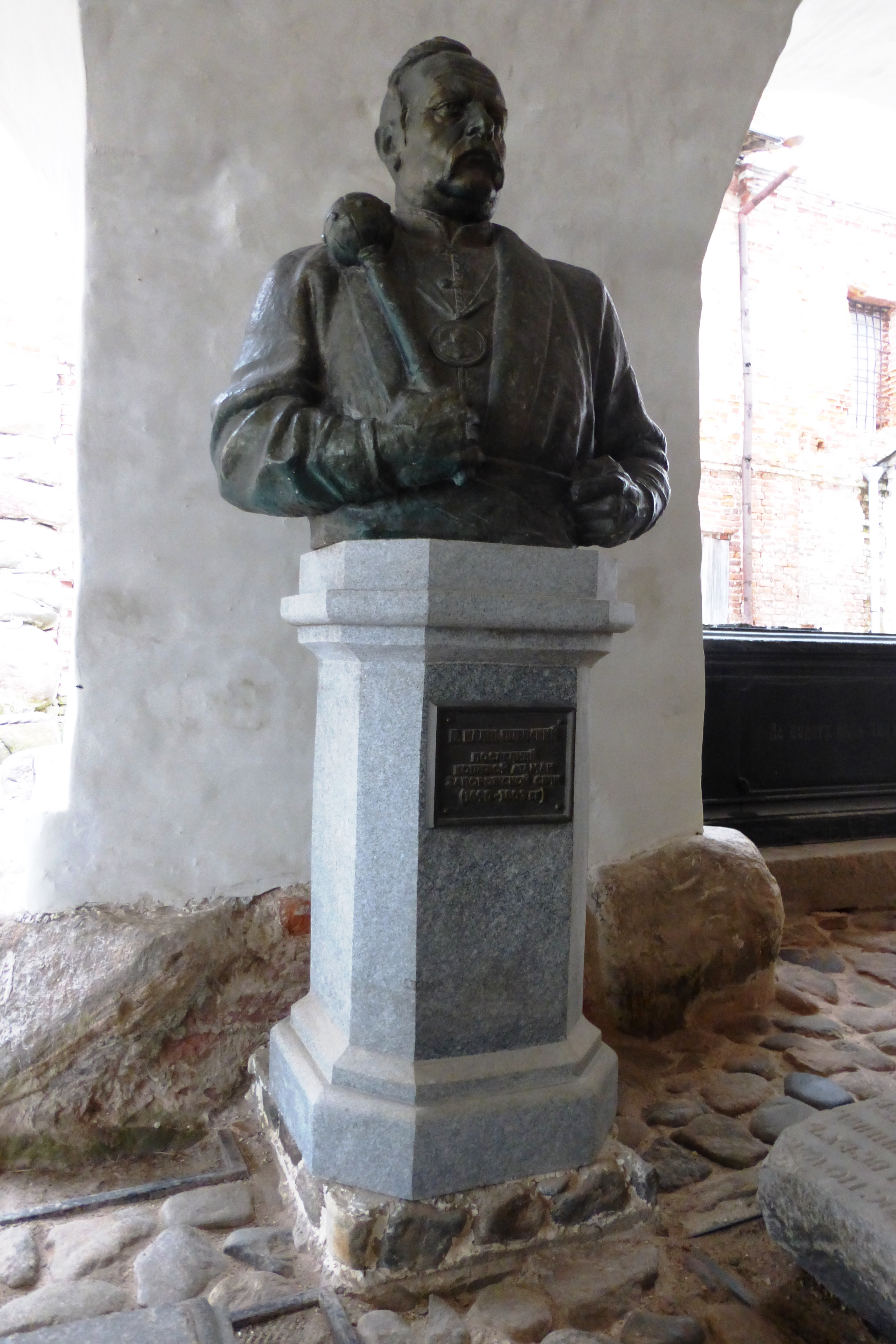
Бюст атамана Петра Калнышевского, Соловецкий Монастырь

Несмотря на заключение Калнышевский продолжал помогать церкви, собирая выделенные ему на содержание средства. В 1794 году он пожертвовал Спасо-Преображенскому собору Соловецкого монастыря запрестольный крест, изготовленный из серебра весом более 30 фунтов (более 13 кг.), в 1798 году на его средства была изготовлена сребропозлащенная риза с венцами, а в 1801 году, он поднес в дар монастырю оклад для Евангелия, напечатанного на александрийской бумаге. По подсчетам современных исследователей на сбор необходимой суммы для покупки даров, Калнышевскому понадобилось 12 лет и 3 месяца. В последние годы заключения, условия содержания Калнышевского были несколько смягчены.
Император Александр I своим указом от 2 апреля 1801 года помиловал Петра Калнышевского, которому было на тот момент 110 лет. Будучи практически слепым он, несмотря на дарованное императором право выбрать место жительства по своему желанию, не захотел возвращаться на родину и остался в монастыре к которому с его слов за годы заключения он «привык совершено», а свободой «и здесь наслаждается в полной мере». Казацкий атаман провел в заключении более 25 лет, находясь в одиночной камере, практически без общения и переписки, но смог полностью сохранить здравый рассудок до самой своей кончины в возрасте около 113 лет. На протяжении всего своего заключения Калнышевский вел себя очень спокойно и набожно, чем заслужил уважение монахов.
Умер Петр Иванович 31 октября 1803 года и был похоронен на почетном месте — южном подворье Спасо-Преображенского собора. Это было особой честью, оказанной последнему запорожскому кошевому соловецкими иноками. В богоборческое время советской власти, кладбище было разорено, в 2002 г. сохранившаяся плита с могилы Петра Калнышевского была перенесена в Германовский дворик монастыря.
28 июня 2004 г. в Германовском дворике был открыт и освящен памятник Петру Калнышевскому, изготовленный запорожским скульптором Николаем Соболем.

## Канонизация
Впервые был канонизирован в 2008 году поместным собором Украинской православной церкви Киевского патриархата в связи с 1020-летием Крещения Руси: собор постановил отмечать память праведного Петра Многострадального — 1 (14) октября, в день Покрова Пресвятой Богородицы, покровительницы казачества.
Позже был канонизирован Украинской православной церковью Московского патриархата. Священный Синод УПЦ МП 23 декабря 2014 года рассмотрел рапорт председателя Синодальной комиссии по канонизации святых архиепископа Херсонского и Таврического Иоанна (Сиопко), на основе чего благословил местное прославление и почитание в пределах Запорожской епархии последнего кошевого атамана Запорожской Сечи Петра Калнышевского. День памяти установлен 31 октября (13 ноября) в день его преставления.
Икона с частицей мощей святого праведника Петра Калнышевского находится в Свято-Покровском кафедральном соборе г. Запорожье. На иконе святой Петр Калнышевский изображен перед образом Божией Матери «Самарская». На свитке в руке атамана — слова, обращенные к Богородице: «Молим, покрой нас Честным Твоим Покровом и избави нас от всякого зла».

## Галерея

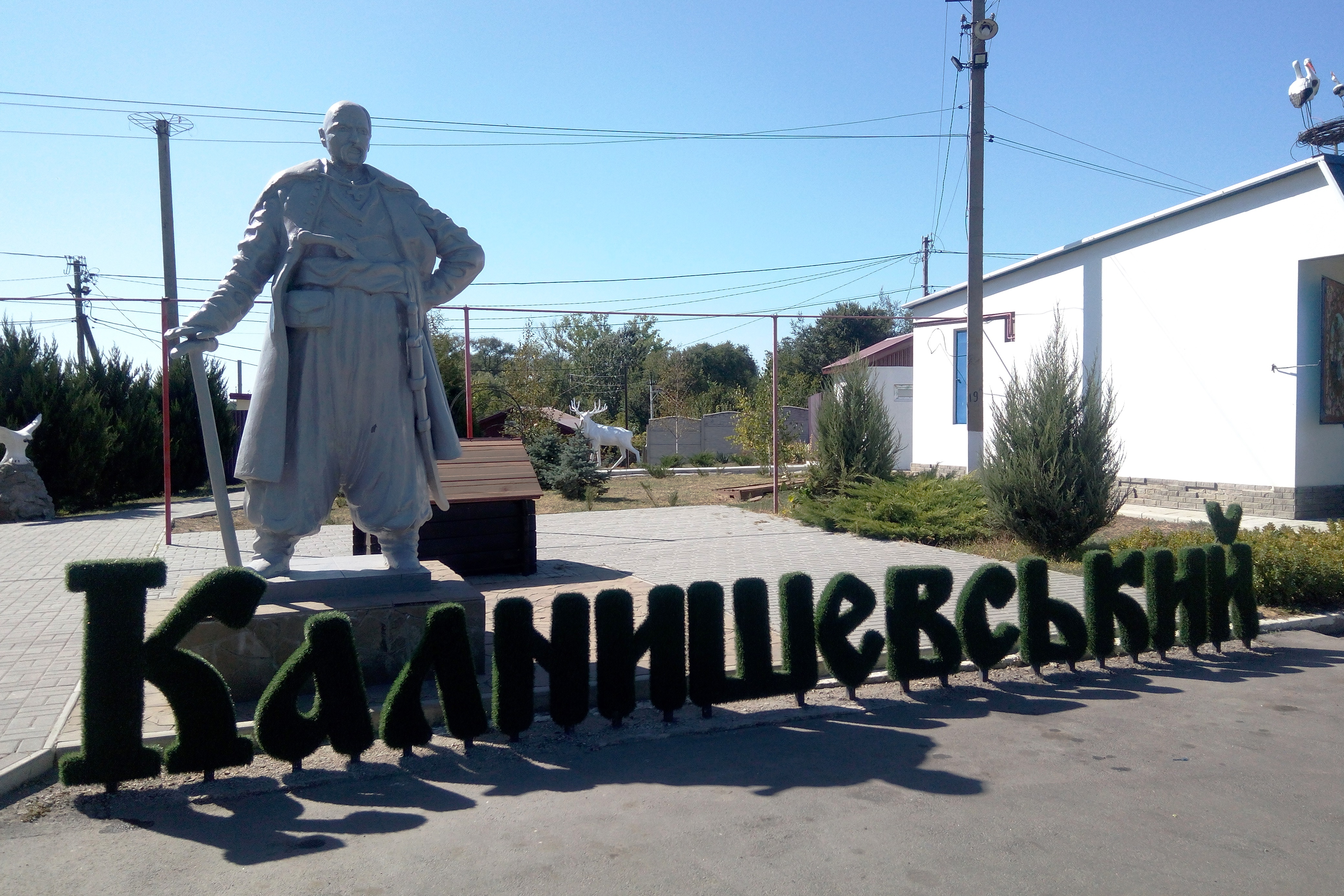
Памятник Петру Калнышевскому в Петриковке
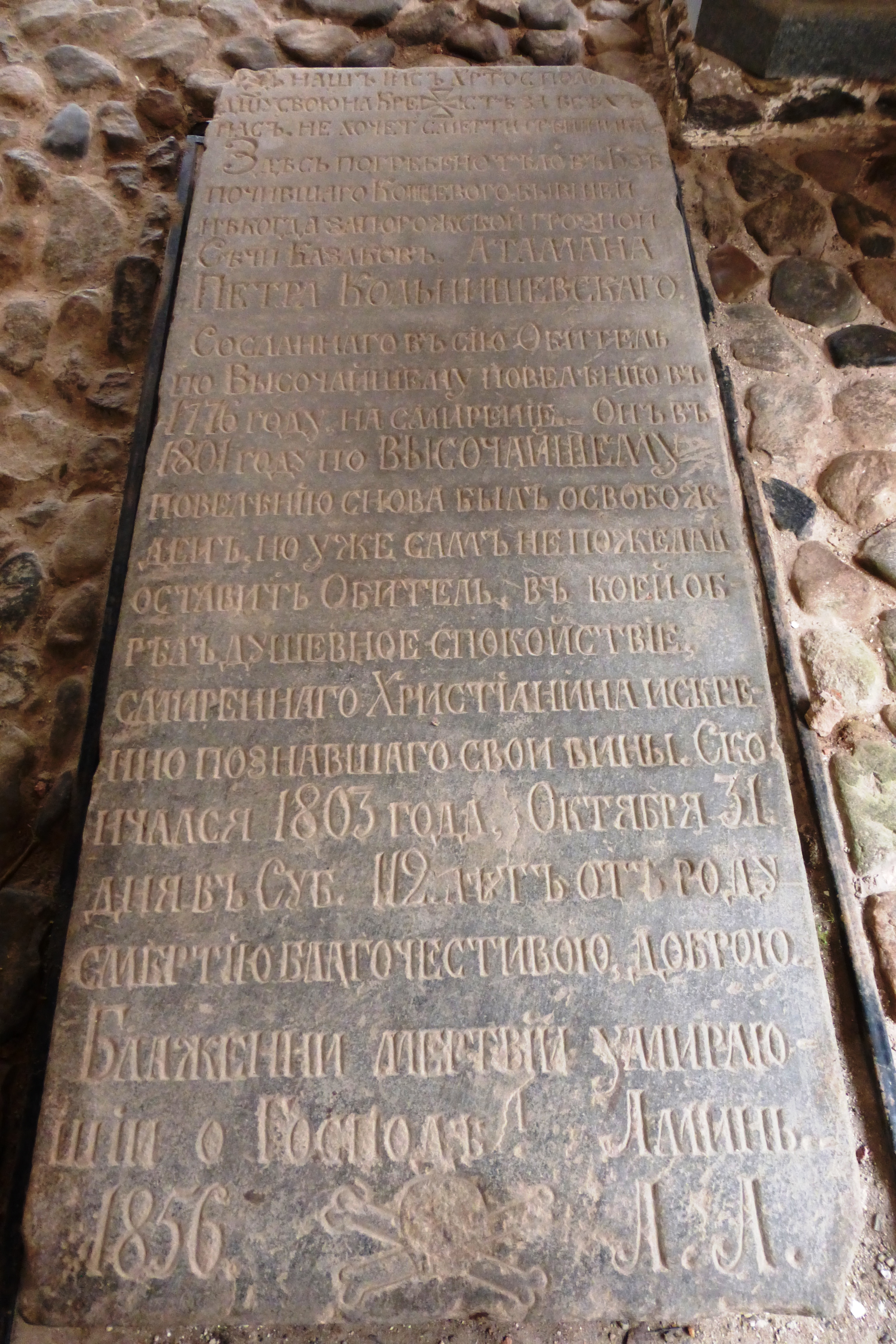
Надгробная плита Петра Калнышевского в Соловецком монастыре

## В литературе
- Авдеенко С.И. Последний атаман. Тайна императора (Издание второе, дополненное). — Мелитополь: МГТ, 2016. — С. 5—84. — 138 с. — ISBN 978-966-197-407-3.
- Петр Калнышевский является одним из центральных персонажей исторического романа «Журавлиный вопль» украинского писателя Романа Иванычука.